# Рансон (Західна Вірджинія)
Рансон (англ. Ranson) — місто (англ. city) в США, в окрузі Джефферсон штату Західна Вірджинія. Населення — 5433 особи (2020).

## Географія
Рансон розташований за координатами 39°18′5″ пн. ш. 77°52′11″ зх. д. / 39.30139° пн. ш. 77.86972° зх. д. (39.301500, -77.869784).  За даними Бюро перепису населення США в 2010 році місто мало площу 20,86 км², з яких 20,86 км² — суходіл та 0,00 км² — водойми.

## Демографія
Згідно з переписом 2010 року, у селищі мешкало 4440 осіб у 1699 домогосподарствах у складі 1150 родин. Густота населення становила 213 особи/км².  Було 1936 помешкань (93/км²).
Расовий склад населення:
| - 74,3 % — білих - 14,1 % — чорних або афроамериканців - 1,4 % — азіатів - 0,2 % — корінних американців - 0,1 % — вихідців з тихоокеанських островів - 5,7 % — осіб інших рас |

До двох чи більше рас належало 4,2 %. Частка іспаномовних становила 12,1 % від усіх жителів.
За віковим діапазоном населення розподілялося таким чином: 26,6 % — особи молодші 18 років, 64,2 % — особи у віці 18—64 років, 9,2 % — особи у віці 65 років та старші. Медіана віку мешканця становила 33,0 року. На 100 осіб жіночої статі у селищі припадало 94,2 чоловіків;  на 100 жінок у віці від 18 років та старших — 91,4 чоловіків також старших 18 років.
Середній дохід на одне домашнє господарство  становив 72 904 долари США (медіана — 43 464), а середній дохід на одну сім'ю — 68 746 доларів (медіана — 51 382). Медіана доходів становила 56 549 доларів для чоловіків та 39 688 доларів для жінок. За межею бідності перебувало 17,3 % осіб, у тому числі 29,2 % дітей у віці до 18 років та 8,2 % осіб у віці 65 років та старших.
Цивільне працевлаштоване населення становило 2361 осіб. Основні галузі зайнятості: мистецтво, розваги та відпочинок — 27,5 %, освіта, охорона здоров'я та соціальна допомога — 16,6 %, науковці, спеціалісти, менеджери — 12,3 %, роздрібна торгівля — 9,0 %.